# Preterism
Preterism är en kristen eskatologisk uppfattning som tolkar vissa (delvis preterism) eller alla (full preterism) av bibelns profetior som uppfyllda. Denna tankeskola anser att Daniels bok innehåller profetior om händelser som inträffade under perioden från 700-talet f.Kr. till det första århundradet e.Kr., samtidigt som preterismen ser profetiorna i uppenbarelseboken som händelser som inträffade under det första århundradet e.Kr. Preterismen framhåller att det forntida Israel finner sin fortsättning eller fullbordan i den kristna kyrkan alltifrån Jerusalems förstörelse år 70 e.Kr.